# Карпёнская волость
Карпёнская волость — административно-территориальная единица, входившая в состав Новоузенского уезда Самарской губернии. 
Волость состояла из единственного села - Карпенки (ныне село Карпёнка Краснокутского района Саратовской области).
Население волости составляли преимущественно малороссы, православные.
В период до установления советской власти волость имела аппарат волостного правления, традиционный для таких административно-территориальных единиц Российской империи.
Волость располагалась по правой стороне реки Еруслан. Согласно карте уездов Самарской губернии 1912 года на востоке волость граничила с Семёновской волостью, на юге и западе - с Верхне-Ерусланской волостью, на севере - с Калужской волостью.
Территория бывшей волости является частью земель Краснокутского района Саратовской области (административный центр области — город Саратов).

## Состав волости
| Наименование  | Население | Расстояние (вёрст) до: | Расстояние (вёрст) до: | Расстояние (вёрст) до: | Расстояние (вёрст) до: | Преобладающие национальности, вероисповедания | Современное состояние |     |   |                         |                           |
| Наименование  | 1910 год  | Самары                 | Саратова               | Новоузенска            | Волостного правления   | Преобладающие национальности, вероисповедания | Современное состояние |     |   |                         |                           |
| ------------- | --------- | ---------------------- | ---------------------- | ---------------------- | ---------------------- | --------------------------------------------- | --------------------- | --- | - | ----------------------- | ------------------------- |
| село Карпенки | 3014      | Самары                 | Саратова               | Новоузенска            | Волостного правления   | 362                                           | 92                    | 100 | 0 | малороссы, православные | село, Краснокутский район |